# Diocèse de Wa
Le diocèse de Wa (Dioecesis Vaensis)  est un siège épiscopal de l'Église catholique au Ghana. Son siège se trouve à Wa à la cathédrale Saint-André.

## Histoire
Le diocèse de Wa est érigé le 3 novembre 1959 par la bulle Cum Venerabilis de Jean XXIII d'un territoire reçu du diocèse de Tamale (en). Au début, il est suffragant de l'archidiocèse de Cape Coast (en). Le 30 mai 1977, il entre dans la province ecclésiastique de l'archidiocèse de Tamale.

## Ordinaires
- Peter Poreku Dery (1960–1974), ensuite évêque de Tamale (1974–1994), puis cardinal (en 2006)
- Gregory Ebolawola Kpiebaya (1974–1994), ensuite archevêque de Tamale (1994–2009)
- Paul Bemile (1994–2016)
- Richard Baawobr, M.Afr. (2016-2022), créé cardinal et décédé en 2022
- Francis Bomansaan, M.Afr. (depuis 2024)

## Statistiques
En 2014, le diocèse comptait 343 240 baptisés sur 829 000 habitants (41,4%) avec 87 prêtres dont 83 diocésains et 4 réguliers, soit un prêtre pour 3 945 fidèles, et 38 religieux et 147 religieuses pour 25 paroisses.